# Ager romanus
Pour les articles homonymes, voir Ager.
 (avril 2012).

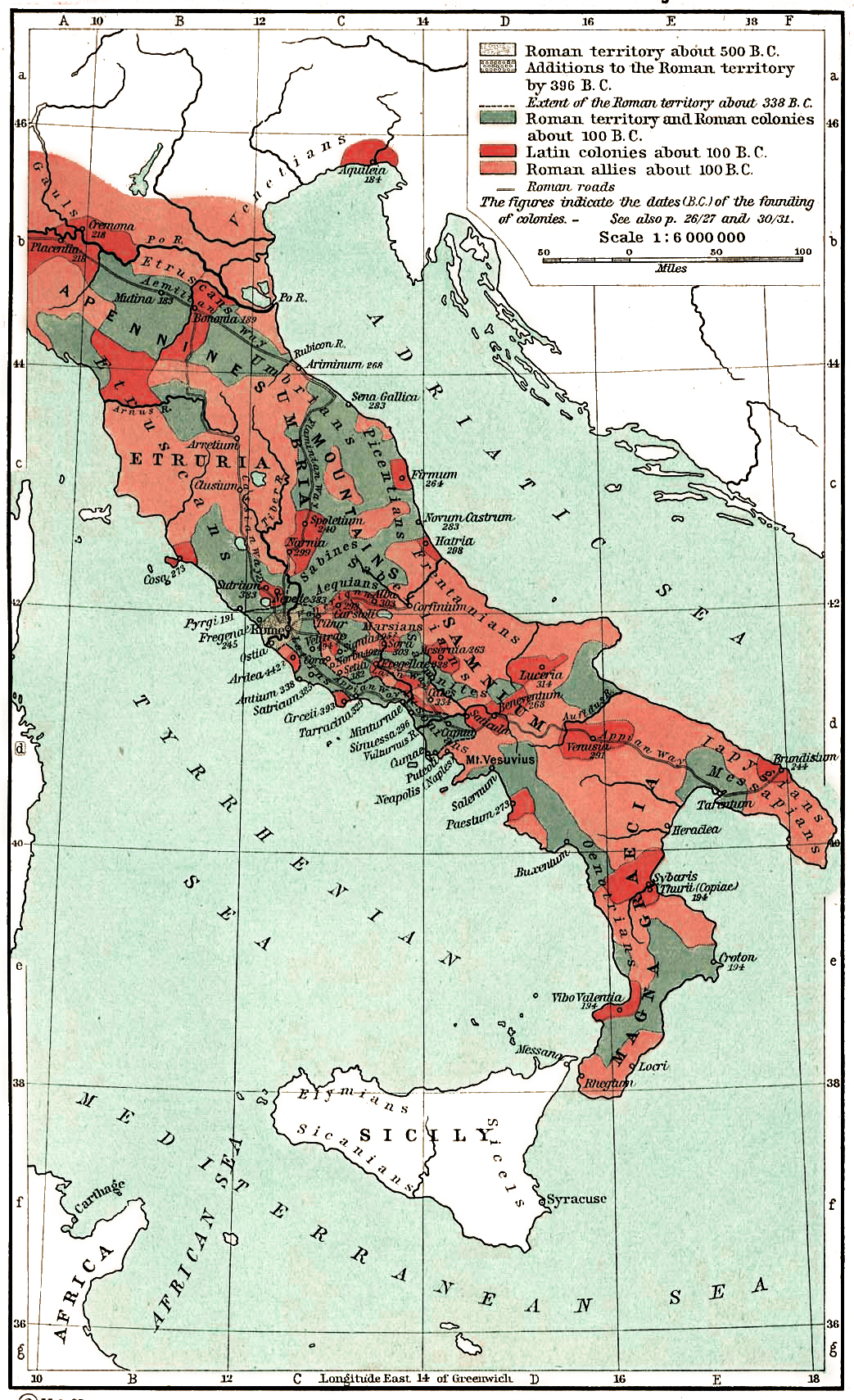
Carte de la Rome antique

Dans la Rome antique, l’expression latine Ager romanus désigne le territoire propre de la ville de Rome, seul susceptible pendant longtemps de propriété civile (dominium ex jure Quiritium). Quelques auteurs cependant ont parfois appliqué ces mots à des terres conquises, assez éloignées de la ville, mais jamais à celles qui étaient en dehors de l'Italie.

## L’Ager romanuset le territoire de Rome
Suivant Varron, l’ager romanus comprenait l'ensemble du terrain qui aurait été divisé entre les trois tribus primitives par Romulus. Cependant il paraît avoir existé à l'origine une autre division locale : les sept collines indiquées par Varron, qui, réunies, portaient le nom de Septimontium, auraient formé l’ager romanus, divisé plus tard, par Servius Tullius, entre les tribus locales. La ville fut en outre partagée de bonne heure en quatre quartiers (regiones) appelés : Suburrana, Exquilina, Coltina et Palatina. Le Capitole ne figure pas dans cette division, par un motif qu'on ignore, l'Aventin était encore inhabité, et le Vélabre à l'état de marais. Ces quartiers renfermaient l'ancien Septimontium augmenté du Viminal et du Quirinal mais n'embrassaient pas encore la banlieue. Parmi ces circonscriptions se retrouvait cependant la distinction des trois tribus primitives des Ramnes, des Titienses et des Luceres. Chacune d'elles se partageait en dix curies, et chacune de ces curies en dix décades ou décuries. Or, chacune des tribus avait un territoire propre, non seulement dans la ville, mais dans la campagne. C'est là, au témoignage de Varron, la première division de l’ager romanus. Le territoire de la tribu se divisait ensuite entre les curies. Chaque canton affecté à une curie fut partagé en pagi qui appartenaient sans doute aux décades ou décuries, et aux gentes. En effet, souvent ces pagi leur empruntèrent leurs dénominations particulières.

## La propriété de l’Ager romanus
D'après Denys d'Halicarnasse, l’ager romanus était primitivement réparti en trois parts :
- l’ager regius, affectée à l'entretien de la royauté et du culte public,
- l’ager publicus, servant de pâturage,
- l’ager privatus, composé de lots distribués aux familles patriciennes.

C'est cette dernière partie qui fut pour la première tribu, comme on l'a vu, divisée en dix lots répartis entre les dix curies. Chaque lot renfermait deux cents jugera de terre labourable, et s'appelait une centurie (ager centuriatus) parce qu'il était distribué entre cent chefs de famille : ainsi chacun d'eux eut deux arpents.
Peut-on pour autant dater l'organisation de la propriété individuelle véritable à la fondation de Rome ? La question est des plus controversées. On a ainsi prétendu que l'État s'était réservé le domaine direct sur l'ensemble du territoire, et n'avait concédé aux particuliers qu'un droit de jouissance. Il est plus vraisemblable qu'il s'agissait d'une communauté familiale, affectant la propriété au culte des ancêtres, et n'en laissant que l'usage à la famille, sous la direction du chef. On peut argumenter en ce sens d'un passage de Denys, qui laisse entendre que la propriété fut répartie par gentes, et le produit seulement divisé entre les individus.
Le système de division adopté pour la tribu primitive des Ramnes, et attribué à Romulus, fut répété lors de l'adjonction des deux autres tribus, car ou bien elles furent annexées avec leur territoire propre, ou bien elles obtinrent un territoire formé au moyen des terres conquises. Dans tous les cas, l’ager subit la même division en trois grandes parts. On en retrouve des traces à une époque bien postérieure, et dans la fondation des colonies, la tradition a perpétué le même procédé.

## L'agrandissement de l’Ager romanusjusqu'àServius Tullius
L’ager romanus s'étendit successivement par l'effet de la conquête. Il est assez difficile d'en noter exactement les progrès dans l'obscurité de l'histoire légendaire des rois de Rome. Si l'on accepte les traditions recueillies par les historiens, dès le temps de Romulus, le territoire romain, borné d'abord au Septimontium, s'était agrandi aux dépens des anciennes villes de Tellènes, Ficana et Antemnes, et s'était avancé jusqu'à Festi, sur le domaine d'Albe la Longue. Strabon atteste, en effet, qu'on y voyait encore de son temps, à cinq ou six milles du pomœrium, une limite où se faisaient les sacrifices des Arvales. D'après Denys, dès le temps de Romulus, l’ager comprenait en outre, au-delà du Tibre, sur le territoire de Véies, un espace où se trouvaient les septem pagi ensuite revendiqués par Porsenna. À part cette pointe, l’ager romanus formait, au temps de Romulus, un arc dont le Tibre faisait la corde. Mais, ensuite, l'expression ager romanus reçut un sens plus étendu, et comprit tout le territoire qui s'étendait jusqu'aux limites des villes alliées ou ennemies, sans interruption, et autour de Rome comme centre. Sous Tullus Hostilius, le territoire d'Albe fut conquis ; sous Ancus Martius, si l'on en croit Cicéron, une partie du territoire des Latins leur fut enlevée, et l’ager romanus s'étendit jusqu'à la mer d'une part, et de l'autre jusqu'à la Fossa Cluilia, près d'Albe. Cette nouvelle limite fut encore reculée par Tarquin l'Ancien aux dépens des Latins et des Sabins,.
Le dernier accroissement de l’ager parait dû au roi Servius Tullius, qui élargit aussi le pomœrium de la ville, et institua une nouvelle division du territoire. En effet, si la cité continua d'être divisée en quatre régions, la campagne fut partagée en vingt-six sections : de là trente circonscriptions ou tribus locales comprenant tous les citoyens, même plébéiens. Il conserva dans la campagne la subdivision en pagi, à la tête de chacun desquels était un magister, comme chaque tribu de la ville avait un curator. Mais la plus importante de ses réformes fut une assignation de terres tirées de l’ager publicus, en faveur des plébéiens. Chacun des lots fut de sept jugera par ménage, sans doute à cause de l'accroissement qu'avaient reçu également les lots des anciens citoyens compris dans les tribus originaires. Ces innovations supposent une notable extension de l'ancien ager romanus : il parait avoir atteint la douzième ou treizième borne milliaire de Rome. À l'époque de l'établissement de la république, il ne dépassait pas le quinzième, ou, suivant quelques-uns, le dix-huitième ou vingtième mille. Ce territoire, sur lequel exclusivement pouvaient s'accomplir certaines cérémonies religieuses, conserva le nom spécial d’ager romanus. C'est aussi le lieu de remarquer que les tribuns de la plèbe, lesquels ne conservaient leur droit d’intercessio qu'à Rome et dans le rayon d'un mille, étaient tenus de ne pas s'absenter plus d'un jour de Rome, et de ne point coucher à la campagne ; ce qui, en réalité, ne leur permettait pas de s'écarter de l’ager romanus. De même, un dictateur, à cause des auspices, ne pouvait être nommé que sur l’ager romanus,.

## Les autres dénominations de l’Ager publicus
La tradition locale a conservé le nom d’agro romano à ce territoire à peu près invariablement fixé depuis Servius Tullius. Les domaines réunis plus tard par la conquête à l’ager publicus, conservèrent, en général, le nom de la cité à laquelle ils avaient été enlevés, qu'ils eussent été divisés, ou bien livrés aux colonies, etc. Varron nous en donne différentes dénominations :
- ager peregrinus : le territoire habité par des alliés ou sujets de Rome, au-delà des limites de l’ager romanus.
- Gabinus ager : le territoire de Gabies, à cause du traité d'isopolitie fait avec elle par Tarquin le Superbe, et des avantages spéciaux attachés à cette convention, notamment le jus commercii et le jus connubii.
- ager hostilis ou hosticus : le territoire d'une nation ennemie, sur lequel les féciaux devaient faire solennellement la déclaration de guerre. Plus tard, il y eut à Rome un champ de ce nom, près du cirque Flaminius et du temple de Bellone, où l'on accomplissait symboliquement cette cérémonie contre un ennemi trop éloigné.
- ager liberatus, effatus : un champ consacré, en dehors du pomœrium, où se tenaient les augures, avec des formes particulières, car les auspices étaient soumis, sur l’ager romanus, à des conditions différentes de celles qui pouvaient être observées sur l’ager hosticus.
- ager incertus : au point de vue de l'art augural, le territoire dont l'attribution à une des catégories précédentes n'était pas bien déterminée.
- ager Falernus, Campanus, Praenestinus : le territoire des diverses cités de ce nom.
- ager Latinus, le territoire des villes latines longtemps confédérées avec Rome avant d'être sujettes.

## Agro Romano
Agro Romano en italien (de l’expression latine Ager romanus) est aujourd'hui aussi le nom donné à la vaste zone rurale, en partie plate et en partie vallonnée, qui s'étend autour de la ville de Rome.
Politiquement et historiquement, il a toujours représenté et représente encore la zone d'influence du gouvernement municipal de Romeromana.
Le terme Agro Romano a été restauré par Flavio Biondo (XVe siècle) et à l'époque humaniste de la Renaissance, il était utilisé pour indiquer la zone de la campagne romaine dans le district municipal de Rome.

## Source
« Ager romanus », dans Charles Victor Daremberg et Edmond Saglio (dir.), Dictionnaire des Antiquités grecques et romaines, 1877-1919 [détail de l’édition] (lire en ligne) (« quelques transcriptions d'articles », sur mediterranees.net)